# Phyllosticta cucurbitacearum
Phyllosticta cucurbitacearum är en svampart som beskrevs av Sacc. 1878. Phyllosticta cucurbitacearum ingår i släktet Phyllosticta och familjen Botryosphaeriaceae.   Inga underarter finns listade i Catalogue of Life.